# 송재선
송재선(2000년 6월 30일 ~ )은 전 KBO 리그 키움 히어로즈의 외야수이다.

## 키움 히어로즈시절
2023년에 입단하였다. 2023년 4월 18일 삼성 라이온즈와의 경기에 출전하며 데뷔 첫 경기를 치렀고, 경기에서 2타수 무안타를 기록했다.

## 출신 학교
- 서울수유초등학교
- 충암중학교
- 신일고등학교
- 한일장신대학교